# Бертрикур
Бертрикур (фр. Bertricourt) насеље је и општина у североисточној Француској у региону Пикардија, у департману Ен (Пикардија) која припада префектури Лаон.
По подацима из 2011. године у општини је живело 163 становника, а густина насељености је износила 36,38 становника/km². Општина се простире на површини од 4,48 km². Налази се на средњој надморској висини од 70 метара (максималној 76 m, а минималној 57 m).

## Демографија
| 1962. | 1968. | 1975. | 1982. | 1990. | 1999. | 2011. |
| ----- | ----- | ----- | ----- | ----- | ----- | ----- |
| 45    | 52    | 55    | 59    | 66    | 70    | 163   |

График промене броја становника у току последњих година